# Buddaboys
Buddaboys var ett band som bildades 2002 av Eva Dahlgren samt systrarna Mija och Greta Folkesson. Eva Dahlgren hade då haft en solokarriär sedan 1970-talet och Mija och Greta Folkesson hade arbetat med körsång på flera etablerade artisters verk. När Eva Dahlgren spelade in Jag vill se min älskade komma från det vilda år 1996 var det Mija och Greta Folkesson som körade. De pratade då om att ge ut en skiva tillsammans som band. När de bildades bestämde de sig för namnet Buddaboys eftersom de båda systrarna varit "gravida och tjocka". De valde tillägget "boys" för att markera att de inte ville bli kallade ett tjejband.
De gav ut albumet Lost peoples area våren 2003 och åkte sedan ut på en landsomfattande turné och det fanns planer på en skiva till. Både bandet och turnén fick svala recensioner och projektet lades ned.